# Hokuto Matsumura
Hokuto Matsumura (jap. 松村北斗 Matsumura Hokuto; ur. 18 czerwca 1995) – japoński piosenkarz i aktor. Jest członkiem grupy idoli SixTONES. Udzielił głosu głównemu bohaterowi animowanego filmu Suzume.